# Marisora urtica
Marisora urtica — вид сцинкоподібних ящірок родини сцинкових (Scincidae). Ендемік Гондурасу. Описаний у 2020 році.

## Поширення і екологія
Marisora urtica мешкають на кількох островах у західній частині затоки Фонсека в Тихому океані. Вони живуть в різноманітних природних середовищах, ведуть денний спосіб життя.